# Wood Lake (Minnesota)
Wood Lake – miasto w Stanach Zjednoczonych, w stanie Minnesota, w hrabstwie Yellow Medicine.